# Ukryta teoria osobowości
Ukryta teoria osobowości – właściwe dla danej osoby wyobrażenie o związkach między cechami przewijające się w tworzeniu obrazów o innych ludziach. Teorię, bo związki między cechami przypominają teorię naukową, na podstawie jednych cech można przewidzieć inne. Osobowości, nasze osobiste teorię. Ukryte, bo stosujący tę teorię ludzie nie zdają sobie sprawy, że to robią, że oceniają. Teorie te można zbadać i ujawnić/ ukazać osobie badanej.
Ukryte teorie osobowości posiadają dwie warstwy:
- kulturową: warstwa wspólna nam wszystkim, wiedzę o powiązaniach między cechami nabywamy w procesie socjalizacji. O powiązaniach tych dowiadujemy się już podczas uczenia się języka. Znaczenie semantyczne słów – słysząc od rodziców jacy są ludzie (o ich cechach narodowościowych), poznajemy stereotypy (piękna księżniczka = dobra; brzydka wiedźma = zła); stereotypy ułatwiają nam życie, aczkolwiek mogą prowadzić do błędnej interpretacji danej sytuacji, osoby, zachowania.
- indywidualną: nabywamy w toku indywidualnych doświadczeń z innymi ludźmi. Na bazie doświadczeń określamy określone typy osobowości, na przykład otyły wujek jest dobry, troskliwy. 
  - koncepcja ludzkiej natury: ktoś, kto ma cechę X, ma też cechę Y, ale nie ma cechy Z (korelacja pozorna). Dla przykładu: chuda Lucynka z przedszkola nas szczypała, a po latach naszą szefową zostaje pani Lucyna, która jest chuda. Od razu przypomina nam się Lucynka z przedszkola i stwierdzamy, że szefowa będzie złośliwa. Zachowujemy się wobec niej ostrożnie i dużo czasu zajmie nam przekonanie się do niej.
  - zjawisko samospełniających się oczekiwań: jeśli założymy, że ktoś ma jakąś cechę, determinuje to nasze zachowanie wobec niego, co z kolei determinuje zachowanie tej osoby i w rezultacie przewidywania się realizują.

Osoby, z którymi jednostka ma ważne doświadczenia (rodzice, przyjaciele, autorytety), czyli osoby znaczące, mają wielki wpływ na UTO. Na UTO wpływa też kolejność urodzenia w rodzinie (badania Rosenberga i Jonesa) i różne doświadczenia rodzeństwa w kontaktach z autorytetami (osobami znaczącymi).